# Jezuitská kolej (Opava)
Jezuitská kolej v Opavě je významná barokní památka pocházející z první poloviny 18. století, kterou postavil stavitel Georg Hausrucker.

## Historie

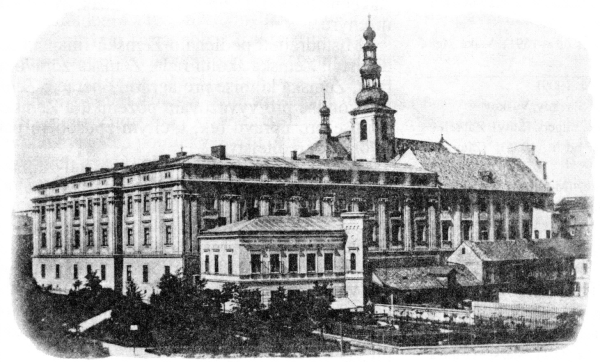
Někdejší jezuitská kolej jako Zemská sněmovna v Opavě, rok 1900

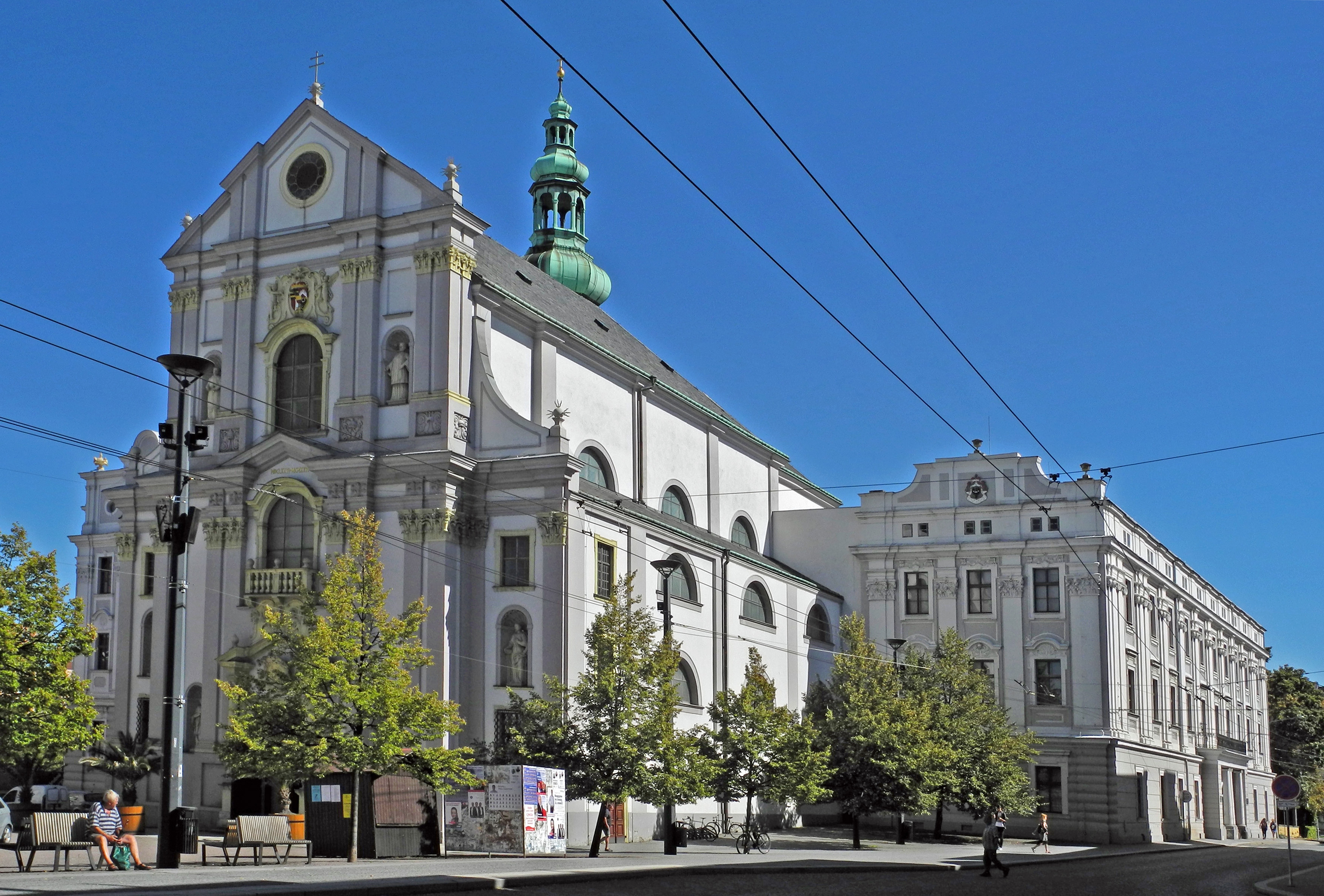
Jezuitská kolej při kostele sv. Vojtěcha

Působení jezuitů v Opavě začíná v roce 1625, kdy na přání opavského knížete Karla z Lichtenštejna několik členů olomoucké jezuitské koleje přišlo do Opavy, kde se souhlasem olomouckého biskupa Františka z Ditrichštejna převzali do správy kostel sv. Jiří. Už o rok později v souvislosti s Mansfeldovým vpádem do Slezska museli jezuité Opavu opustit. Zpět se vrátili v roce 1627 po dobytí města Albrechtem z Valdštejna, který odevzdal jezuitům správu všech kostelů v opavském knížectví. Jezuité tak spravovali i městskou farnost s kostelem Nanebevzetí Panny Marie. Zde také v roce 1630 začala výuka první třídy gymnázia. To ale trvalo jen do roku 1634, kdy farní kostel získali zpět němečtí rytíři. Opavští jezuité se pak přestěhovali do domu v blízkosti kostela sv. Jiří. Ve stejném roce daroval opavský kníže Karel Eusebius z Lichtenštejna jezuitům tři domy v sousedství kostela sv. Jiří. Kostel sv. Jiří získali opavští jezuité definitivně do své správy v roce 1655.
Roku 1964 byla část budov zapsána Národním památkovým ústavem do seznamu kulturních památek.